# Stenellipsis murina
Stenellipsis murina är en skalbaggsart som först beskrevs av Fauvel 1906.  Stenellipsis murina ingår i släktet Stenellipsis och familjen långhorningar. Inga underarter finns listade i Catalogue of Life.